# Bauhinia forficata
La falsa caoba o pata de vaca  (Bauhinia forficata Link, 1821) è un albero della famiglia delle Fabacee, originario dell'America del Sud.

## Descrizione
Può raggiungere fino a 5 metri di altezza.
I suoi fiori sono di colore bianco e simili ad un'orchidea.
Le foglie sono lobate e assomigliano all'impronta di una zampa, da cui il nome "pata de vaca" (spagnolo per: zampa di vacca).

## Distribuzione e habitat
La specie è distribuita in Bolivia, Brasile, Paraguay, Uruguay e Argentina del nord.

## Usi
La Bahunia viene utilizzata:
- come legname, conosciuto come falsa caoba;
- come pianta medicinale.

### Proprietà terapeutiche
L'uso più diffuso della Bahuinia è come pianta medicinale. A questo proposito sono state studiate le sue proprietà come:
- ipoglicemizzante
- diuretico
- astringente
- cicatrizzante
- antisettico